# Red Hot and Heavy
 (juin 2019).
Albums de Pretty Maids
Future World
Red, Hot And Heavy est le premier album studio du groupe de heavy metal Pretty Maids, sorti en octobre 1984. 

## Liste des chansons
| 1.    | Fortuna Imperatrix Mundi (Carmina Burana) | 0:23 |
| 2.    | Back To Back                              | 3:34 |
| 3.    | Red, Hot And Heavy                        | 3:58 |
| 4.    | Waitin' For The Time                      | 4:46 |
| 5.    | Cold Killer                               | 4:43 |
| 6.    | Battle Of Pride                           | 3:14 |
| 7.    | Night Danger                              | 3:52 |
| 8.    | A Place In The Night                      | 3:59 |
| 9.    | Queen Of Dreams                           | 4:45 |
| 10.   | Little Darling (Thin Lizzy Cover)         | 2:59 |
| 36:13 |                                           |      |